# Andy Warhol (film 1987)
Andy Warhol è un documentario del 1987 diretto da Kim Evans e Lana Jokel e basato sulla vita del pittore statunitense Andy Warhol.